# Nocticola leleupi
Nocticola leleupi är en kackerlacksart som beskrevs av Lucien Chopard 1966. Nocticola leleupi ingår i släktet Nocticola och familjen Nocticolidae. Inga underarter finns listade i Catalogue of Life.